# گرند مارش (ویسکانسین)
گرند مارش (به انگلیسی: Grand Marsh) یک منطقهٔ مسکونی در ایالات متحده آمریکا است که در شهرستان ادامز، ویسکانسین واقع شده‌است. گرند مارش ۱۲۷ نفر جمعیت دارد و ۳۰۷٫۸۵ متر بالاتر از سطح دریا واقع شده‌است.